# Oleksandr Nadtoka
Oleksandr Nadtoka (en ukrainien, Олекса́ндр Олекса́ндрович Надто́ка), né le 6 mars 1991 à Zaporijjia, est un rameur ukrainien.

## Palmarès

### Jeux olympiques d'été
| Discipline       | Londres 2012 Royaume-Uni | Rio 2016 Brésil |
| ---------------- | ------------------------ | --------------- |
| Quatre de couple |                          |                 |

### Championnats du monde
| Discipline       | Plovdiv 2012 Bulgarie | Chungju 2013 Corée du Sud | Amsterdam 2014 Pays-Bas | Aiguebelette 2015 France |
| ---------------- | --------------------- | ------------------------- | ----------------------- | ------------------------ |
| Quatre de couple |                       |                           | Or                      |                          |

### Championnats d'Europe
| Discipline       | Varèse 2012 Italie | Séville 2013 Espagne | Belgrade 2014 Serbie | Poznań 2015 Pologne |
| ---------------- | ------------------ | -------------------- | -------------------- | ------------------- |
| Quatre de couple | Argent             |                      | Or                   | Argent              |